# Podraga
Podraga (Duits: Urelsdorf) is een plaats in Slovenië en maakt deel uit van de gemeente Vipava in de NUTS-3-regio Goriška. De plaats telde 323 inwoners op 1 januari 2020.